# 耶路撒冷高等法院
耶路撒冷高等法院是中世纪耶路撒冷王国的封建会议，具有立法权和司法权，形成于12世纪初期，以中世纪议会制为理想形式，即君主在涉及税收和军事等事务时需要征求臣民的同意。理论上所有耶路撒冷王国封臣都有权参加，而实际上只有富裕贵族参加。任何犯伪证罪或违背誓言者都会丧失发言和投票的权力，最低法定人数只有4人，即国王和3位封臣。会议不只在耶路撒冷召开，也在其他地方召开，如1148年的阿克雷会议。与之类似，塞浦路斯王国亦有塞浦路斯高等法院，但权力相对更小。